# Étang de Walden
L'étang de Walden (Walden Pond) est un étang profond de 31 m (102 pieds) dont la superficie est de 24,7 hectares (61 acres) et le contour de 2,7 km (1,7 milles), situé à Concord, dans le Massachusetts aux États-Unis. C'est un bon exemple de kettlehole : il a été formé par le retrait de glaciers il y a entre 10 000 et 12 000 ans environ.
Henry David Thoreau a séjourné dans une cabane aux abords de cet étang durant deux ans, deux mois et deux jours à partir de l'été 1845. Il relate cette expérience dans un ouvrage qui a consacré la notoriété de l’endroit, Walden ou la Vie dans les bois.

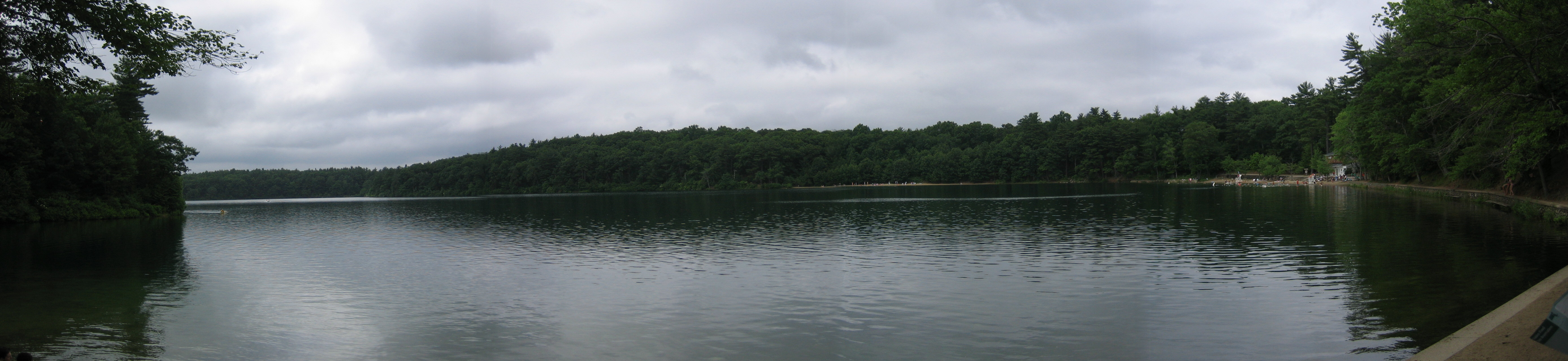
L'étang de Walden en juillet 2005.